# نوكليومودولينات

بكتيريا التدرن التاجي تستهدف الأورام الجرثومية (A) نواة الخلية النباتية (D) أثناء الإصابة.

نوكليومودولينات هي عائلة من البروتينات البكتيرية التي تدخل إلى خلايا نواة الخلايا الحقيقية للكائنات الحية. يأتي هذا المصطلح من اختصار "النواة" و "الموديولينات"، وهي جزيئات ميكروبية تعمل على تعديل سلوك الخلايا حقيقية النواة. تنتج النوكليومودولينات عن البكتيريا المرضية أو المتعايشة المسببة للأمراض. وتؤثر هذه البروتينات على العديد من العمليات في النواة، بما في ذلك إعادة تشكيل هيكل الكروماتين، وعملية النسخ، والتجزئة الأولية للرسالة الوراثية (التوصيل (إزالة الانترونات))، وعملية الانقسام الخلوي.
اكتُشفت النوكليوموديلينات في عدة أنواع من الجراثيم المسببة للأمراض في البشر والحيوانات والنباتات، مما أدى إلى ظهور فكرة أن التحكم المباشر في النواة هو واحد من أكثر الاستراتيجيات التي تستخدمها الميكروبات بذكاء لتجاوز الدفاعات المضادة للمضيف. يمكن أن تفرز النوكليوموديلينات مباشرةً في الوسط الخلوي بعد دخول البكتيريا إلى الخلية، مثل لستيريا مولدة للوحيدات أو يمكن حقنها من الوسط الخارجي أو الأعضاء الخلوية باستخدام نظام إفراز بكتيري من النوع الثالث أو الر ابع، والمعروف باسم "الحقن الجزيئي".
وفي الآونة الأخيرة، أُظهر أن بعضها، مثل YopM من يرسينيا طاعونية وIpaH9.8 من شيغيلة فلكسنرية، يمكنها اختراق الخلايا الحقيقية ذاتيًا بشكل مستقل بفضل مجال نقل الغشاء الذي تحتويه.
تتنوع الآليات الجزيئية التي تتفعل بواسطة النوكليوموديلينات، مما يشكل مصدر إلهام للتقنيات الحيوية الجديدة. إنها آلات نانوية حقيقية قادرة على استغلال العديد من العمليات النووية. في البحث العلمي، يعد النوكليوموديلينات موضوع دراسات شاملة أدت إلى اكتشاف منظمات نووية بشرية جديدة ، مثل المنظم اللاجيني BAHD1.

## أمثلة
بكتيريا التدرن التاجي، المسبب لمرض الأورام التاجية، ينتج مجموعة من بروتينات Vir، بما في ذلك VirD2 وVirE2، مما يسمح بالاندماج الدقيق لجزء من الحمض النووي الخاص به، المسمى شدفة الدنا، في نبات المضيف.
الليستيريا المستوحدة، المسبب لمرض الليستيريا، يمكنه تعديل تعبير الجينات المناعية. واحدة من الآليات المعنية تتضمن بروتين البكتيريا LntA، الذي يثبط وظيفة المنظم الإيبيجيني BAHD1. ترتبط فعالية هذا النوكليوموديلين بتفكك الكروماتين وتنشيط جينات استجابة الإنترفيرون.
شيغيلة فلكسنرية، المسبب لمرض الشيجيلات، يفرز بروتين IpaH9.8 الذي يستهدف بروتين الربط mRNA ويتسبب في تعطيل إنتاج الأيزوفورمات البروتينية والاستجابة الالتهابية في البشر.
فيلقية مستروحة، المسبب لداء الفيالقة، يفرز إنزيمًا له نشاط مثيل ترانسفيراز الهيستونات قادر على ميثيلة الهيستونات في مواقع مختلفة على الكروموسومات أو على مستوى حمض الريبوزيومي النووي (rDNA) في النواة.